# 查尔斯·奈特
查尔斯·奈特（英語：Charles T. Knight），美国音频工程师。他曾因电影蝴蝶小姐提名奥斯卡最佳音响效果奖。1964年至1994年间奈特曾参与40多部电影的制作。

## 部分影视作品
- 蝴蝶小姐 (1972)